# Lestodiplosis caliptera
Lestodiplosis caliptera är en tvåvingeart som först beskrevs av Fitch 1845.  Lestodiplosis caliptera ingår i släktet Lestodiplosis och familjen gallmyggor. Inga underarter finns listade i Catalogue of Life.